# Capo Pontiac
Pontiac (Maumee, 1720 – Cahookia, 20 aprile 1769) è stato un condottiero nativo americano.
Alcuni affermano che fosse figlio di padre Ottawa e madre Chippewa, mentre altri affermano (ipotesi non esente da seri dubbi, considerando la collocazione e il raggio di azione dei due popoli, non caratterizzati dall'uso del cavallo) che appartenesse alla tribù Catawba e fosse stato rapito e allevato dagli Ottawa.

## Le sue alleanze
In principio Pontiac si alleò con i francesi e riuscì spesso a contrastare l'avanzata degli inglesi. In seguito, vista la sconfitta e la resa francese nella battaglia di Québec, da buon stratega decise di scendere ad un compromesso con i britannici e di divenire un loro alleato nei commerci.

## Il suo progetto
Gli inglesi non si mostrarono benevoli nei rapporti con gli Ottawa, che spesso venivano soggiogati dalla tirannia dei loro "padroni", cosicché il malcontento tra la tribù crebbe. Fu in questo periodo che Pontiac, basandosi sulle dottrine filosofiche del mago Neolin dei Delaware, fu uno dei primi nativi a rendersi conto che la conquista delle terre da parte dell'uomo bianco sarebbe stata inarrestabile: l'unica possibilità sarebbe stata quella di riunire tutte le tribù del nord-est in una grande coalizione per cercare di cacciare l'invasore a est dei Monti Allegheni.

## Le guerre
Molte confederazioni indiane accettarono la proposta e Pontiac riuscì a organizzare un esercito di 10.000 guerrieri. Il suo scopo era suddividere il suo esercito in più gruppi e attaccare simultaneamente le postazioni fortificate inglesi. Il progetto iniziò nel maggio del 1763 e di fatto molti dei gruppi riuscirono nell'impresa di conquistare le roccaforti inglesi. Tuttavia la rappresaglia britannica non si fece mancare e gli inglesi, aiutati dai guerrieri della Lega Irochese, si riorganizzarono nel giro di poco tempo. Per mietere vittime nei nemici ricorsero addirittura alla distribuzione alle tribù indiane di coperte infette dal vaiolo, cosicché la malattia si diffuse fra i nativi portando la morte.

## La resa e la morte
Alcune sconfitte apportarono scoraggiamento tra le file indiane e molte tribù si arresero agli inglesi diventandone alleate. Lo stesso Pontiac si arrese nel 1766 e aiutò l'esercito britannico a soffocare le ultime sacche di resistenza indiana. Questo fu il motivo per il quale nel 1769 Pontiac fu assassinato da un nativo americano.